# Stephenie Meyer
 (novembre 2010).
Si vous disposez d'ouvrages ou d'articles de référence ou si vous connaissez des sites web de qualité traitant du thème abordé ici, merci de compléter l'article en donnant les références utiles à sa vérifiabilité et en les liant à la section « Notes et références ».
Pour les articles homonymes, voir Meyer.
Stephenie Meyer, née Morgan le 24 décembre 1973 à Hartford dans le Connecticut, est une romancière américaine.
Elle est, notamment, l'auteure de Twilight. Cette saga, dont le genre littéraire s'apparente à la romance fantastique, retrace l'épopée d'une humaine, Bella Swan, et d'un vampire, Edward Cullen, qui s'aiment envers et contre tout. Elle se vend à plus de cent millions d'exemplaires dans plus d'une cinquantaine de pays. Une adaptation cinématographique sort aux États-Unis le 20 novembre 2008, et le 7 janvier 2009 en France.
Meyer est aussi l'auteure du roman de science-fiction pour adultes Les Âmes vagabondes ou encore du roman La Chimiste. Elle est classée 49e sur la liste des cent personnes les plus influentes du Time Magazine en 2008.

## Biographie
Stephenie Meyer est née à Hartford de Stephen et Candy Morgan. Elle grandit à Phoenix (Arizona), dans une famille de six enfants ; ses frères et sœurs se prénomment Seth, Emily, Jacob, Paul et Heidi. Elle fréquente la Chaparral High School de Scottsdale en Arizona, puis la Brigham Young University de Provo dans l'Utah, où elle obtient un diplôme de littérature anglaise en 1995. Stephenie Morgan, mormone, rencontre son mari Christian Meyer (comptable), surnommé « Pancho », à l'époque où elle vit en Arizona, et l'épouse en 1994 à 21 ans. Ils ont trois enfants : Gabe, Seth et Eli. Femme au foyer, elle se met à écrire en racontant l'un de ses rêves. Avant d'être romancière, Stephenie Meyer est réceptionniste dans une agence immobilière.

## Twilight
Stephenie Meyer dit que l'idée de Twilight lui vient d'un rêve qu'elle fait le 2 juin 2003. Dans ce rêve, il y a une humaine et un vampire qui s'aiment, mais la soif que provoque le sang de l'humaine rend leur vie impossible. S'inspirant de ce rêve, Stephenie Meyer écrit la transcription de ce qui est maintenant le chapitre 13 du livre. En effet, son rêve est très clairement illustré par la scène de la clairière du film Fascination (VF de Twilight).
Bien qu'elle ait peu d'expérience de l'écriture, elle écrit un roman complet en l'espace de trois mois, Fascination (premier tome de la saga). Après avoir écrit et publié le roman, elle signe un contrat pour trois livres avec la Little, Brown and Company pour 750 000 $. Le livre sort en 2005.
Fascination obtint rapidement l'approbation du public et gagne de nombreuses récompenses :
- un choix d'éditeur par le New York Times,
- le Meilleur Livre de l'Année par le Publishers Weekly,
- Le « Meilleur Livre de la Décennie... jusqu'à maintenant » par Amazon.com,
- Le meilleur de la « Hot List » par Teen People,
- Le « Meilleur Livre pour Jeunes Adultes du Top Dix » et « Le Top Dix des Livres pour les Lecteurs Réticents » par l'American Library Association.

Le livre atteint la 5e place au New York Times Best Seller list pour les livres destinés aux jeunes adultes, et est traduit en plus de vingt langues.
Après le succès de Fascination (2005), Stephenie Meyer développe l'histoire avec trois nouveaux livres : Tentation (2006), Hésitation (2007) et Révélation (2008). La première semaine après sa publication, Tentation, se classe à la 5e place du New York Times Best Seller List des livres pour enfants ; la deuxième semaine, cet ouvrage se hisse à la 1re place ; il y reste onze semaines. Au total, il se maintient plus de cinquante semaines au classement. Après la sortie d'Hésitation, le troisième livre de la série s'affiche pendant cent quarante-trois semaines sur la New York Times Best Seller List. Le quatrième ouvrage de la saga, Révélation, sort aux États-Unis avec un premier tirage de 3 700 000 exemplaires. Plus d'un million trois cents mille exemplaires sont vendus le premier jour, établissant un record pour Hachette Book Group USA. En France, Hachette en publie 100 000 exemplaires. Deux jours plus tard, l'éditeur est en rupture de stock. Ces quatre ouvrages se vendent à plus de 18 000 000 d'exemplaires dans 37 pays, dont 8 500 000 aux États-Unis.
Dès l'achèvement du quatrième roman de la série, Stephenie Meyer annonce que Révélation est le dernier roman raconté par Bella Swan. Midnight Sun est un roman compagnon pour la série. Ce sera une adaptation des événements du roman Fascination, mais raconté du point de vue d'Edward Cullen (comme étant l'opposé de Bella Swan). Stephenie Meyer avait espéré voir Midnight Sun publié peu de temps après la sortie de Révélation, mais après le piratage d'un brouillon des douze premiers chapitres, Stephenie a choisi de retarder le projet, jusqu'en 2020.

### Réussite à l'américaine
Le magazine économique américain Forbes établit tous les ans le palmarès des personnalités les plus puissantes du monde en tenant compte de l'argent qu'elles ont gagné dans les 12 derniers mois, mais aussi de leur présence dans les médias. Il place Stephenie Meyer au 26e rang dans la catégorie « célébrités ». Phénomène éditorial de l'année 2009, Stephenie Meyer a engrangé 50 millions de dollars entre juin 2008 et juin 2009 grâce aux 29 millions d'exemplaires vendus de ses romans et aux retombées du film Twilight, qui a dégagé dès le premier week-end de sa sortie un bénéfice brut de 70 millions de dollars. En janvier 2010, le classement de plusieurs magazines dédiés à l'édition, dont Livres-Hebdo en France et The Bookseller (en) en Grande-Bretagne, la place à la deuxième place des écrivains de fiction les plus vendus en Europe en 2009.

### Les fans
Stephenie Meyer a suscité l'apparition de groupes de fans parmi les jeunes lecteurs de sa saga Twilight. Ils sont basés dans la petite ville de Forks dans la péninsule Olympique, dans l'État de Washington. Forks a ainsi reçu une attention inhabituelle, et célèbre le Stephenie Meyer Day (le « Jour de Stephenie Meyer ») le 13 septembre, la date d'anniversaire du personnage de Bella Swan, en honneur de l'auteur.
Les fans s'expriment par d'autres moyens : « [Ils] s'habillent comme ses personnages. Ils écrivent leurs propres histoires et les publient sur l'Internet. Quand elle apparaît dans une librairie, 3 000 personnes viennent pour la voir. Il y a des groupes de rock qui ont pour thème Fascination »[réf. nécessaire].

### Inspiration
Stephenie Meyer, lectrice avide, cite plusieurs romans comme inspiration pour la saga Twilight, incluant Les Hauts de Hurlevent d'Emily Brontë et Anne... la maison aux pignons verts de Lucy Maud Montgomery. Elle dit aussi que son écriture est fortement influencée par la musique, et elle publie sur son site des playlists de chansons qui ont spécifiquement inspiré ses livres. Les groupes le plus souvent inclus dans ses playlists sont Muse, Blue October, My Chemical Romance, Coldplay et Linkin Park; qui font d'ailleurs partie de la BO des films Twilight.

### Adaptations cinématographiques
La saga  Twilight est adaptée au cinéma :
- Twilight, chapitre I : Fascination sorti en 2008, a été réalisé par Catherine Hardwicke, avec Kristen Stewart et Robert Pattinson dans les rôles principaux. Elle fait une apparition dans ce film; elle est au restaurant.
- Twilight, chapitre II : Tentation, réalisé par Chris Weitz, avec les mêmes acteurs, est sorti en 2009.
- Twilight, chapitre III : Hésitation, réalisé par David Slade, sorti le 30 juin 2010 aux États-Unis et au Canada et en Belgique et 7 juillet 2010 en France.
- Twilight, chapitre IV : Révélation et Twilight, chapitre V : Révélation, dernier opus scindé en deux parties, réalisées par Bill Condon. La première partie est sortie le 16 novembre 2011[5]. Le tournage s'est déroulé du 1er novembre 2010 au 31 mars 2011 (du 1er novembre 2010 au 11 janvier 2011 à Bâton-Rouge, puis à Vancouver jusqu'au 31 mars 2011. La seconde partie est sortie le 14 novembre 2012[6]. Ces films ont été produits entre autres par l'auteur Stephenie Meyer.

Stephenie Meyer apparaît dans Twilight Chapitre 1 : Fascination quand Bella et Charlie sont au restaurant, ainsi que dans Twilight Chapitre 4 : Révélation (1re partie) comme étant l'une des invitées au mariage de Bella et Edward.
- Les Âmes vagabondes, réalisé par Andrew Niccol, avec Saoirse Ronan[7], Max Irons[8], Diane Kruger[9] et Jake Abel[8]. Le film est sorti le 29 mars 2013 aux États-Unis et le 17 avril 2013 en France.

## Autres publications
Malgré l'arrêt momentané de l'écriture de Midnight Sun, Stephenie Meyer n'en abandonne pas pour autant la série Twilight. L'Appel du sang - la seconde vie de Bree Tanner, raconte la vie du vampire nouveau-né Bree Tanner, l'armée et son ancienne vie. Le roman, publié par Hachette, est sorti le 5 juin 2010, soit peu avant la sortie du film Hésitation (Stephenie Meyer voulant donner la vue d'un autre vampire pour le film et notamment le combat final), et était en pré-commande partout sur Internet. Les fans ont d'ailleurs organisé plusieurs événements dans différentes villes de France à l'occasion de la sortie du livre, parmi lesquelles Paris, Lille, Bordeaux et Lyon, Montpellier.
Une des petites histoires de Stephenie Meyer fut publiée dans Nuits d'Enfer au Paradis, un recueil d'histoires à propos de bals de fin d'année mais avec des effets surnaturels. Les autres auteurs qui ont contribué à ce recueil sont Meg Cabot, Kim Harrison, Michele Jaffe, et Lauren Myracle.
En mai 2008, le roman de science-fiction pour adultes Les Âmes vagabondes est sorti par la division adulte de Little, Brown and Company. Il suit l'histoire de Mélanie Stryder et Vagabonde, une jeune femme et un « esprit » alien envahissant (une âme), qui sont forcés de travailler comme un seul. Les Âmes vagabondes débuta à la première place de la New York Times Best Seller list, et resta sur la liste pendant 26 semaines. Stephenie Meyer a déclaré qu'elle avait « presque fait » une suite possible pour Les Âmes vagabondes, intitulé The Soul (L'âme). Si elle continue la série, le troisième tome serait appelé The Seeker (Le Traqueur).
Les Âmes vagabondes est sorti en octobre 2008 en France.
Stephenie Meyer dit avoir plusieurs autres idées de livres pour le moment, incluant une histoire de fantômes intitulée The Summer House (littéralement La Maison de l'Été), et un roman impliquant des voyages dans le temps, ainsi qu'un autre à propos de sirènes.
Le 28 août 2008, il a été révélé que Stephenie Meyer avait scénarisé le nouveau clip de Jack's Mannequin, The Resolution, dont elle a assuré la réalisation la semaine suivante[réf. nécessaire].

## Œuvres

### SérieTwilight
1. Fascination, 2005 ((en) Twilight, 2005)
2. Tentation, 2006 ((en) New Moon, 2006)
3. Hésitation, 2008 ((en) Eclipse, 2007)
4. Révélation, 2008 ((en) Breaking Dawn, 2008)
5. Midnight Sun, 2020 ((en) Midnight Sun, 2020)À la suite d'un vol et de la publication des brouillons sur son blog officiel, l'auteur a décidé de ne pas poursuivre l'écriture du roman, jusqu'en 2020

- L'Appel du sang : La Seconde Vie de Bree Tanner, 2010 ((en) The Short Second Life of Bree Tanner, 2010)Spin-off d'Hésitation
- À la vie, à la mort, 2015 ((en) Life and Death: Twilight Re-imagined, 2015)Publié dans Twilight - Édition spéciale dixième anniversaire

La saga est parue en livre audio, aux éditions Audiolib.

### Romans indépendants
- Les Âmes vagabondes, Jean-Claude Lattès, 2008 ((en) The Host, 2008)Également paru en livre audio, aux éditions Audiolib en 2008
- La Chimiste, Jean-Claude Lattès, 2016 ((en) The Chemist, 2016)

### Nouvelles
- L'Enfer sur Terre ((en) Hell on Earth, 2009)Parue dans le recueil Nuits d'Enfer au Paradis

### Autres ouvrages
- (en) The Twilight Saga: The Official Guide, 2009Supplément de la saga Twilight

Une adaptation de Fascination en manga a été publiée, dessinée par Young Kim.